# Cvadrantul (constelație)

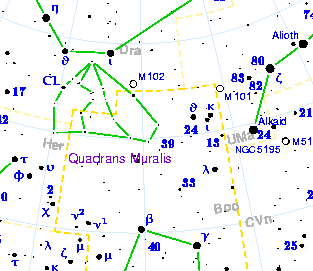
Harta vechii constelaţii a Cvadrantului de Perete

Cvadrantul sau Cvadrantul de Perete (în latină : Quadrans Muralis) era o constelație creată de astronomul Jérôme Lalande în 1795, căreia i-a dat numele principalului său instrument astronomic pe care îl folosea: cvadrantul, probabil în onoarea astronomului Tycho Brahe, care perfecționase și se folosise și el de acest instrument.
Era o constelație de pe cerul de nord, situată între constelațiile oficiale Boarul, Dragonul și Ursa Mare. Cea mai luminoasă stea, „CL Draconis”, poate avea magnitudinea de 4,95.
A devenit învechită, dispărând din cataloagele astronomice, dar ploaia de meteori Cvadrantide / Quadrantide îi poartă numele.